# ویکتور سوسلین (ورزشکار)
ویکتور سوسلین (روسی: Виктор Николаевич Суслин؛ زادهٔ ۱۹ july ۱۹۴۴ (۸۰ سال)) ورزشکار روئینگ اهل روسیه است.
وی در مسابقات کشوری و بین‌المللی در مجموع برندهٔ ۱ مدال نقره، ۴ مدال برنز شده‌است.